# Juez de arribadas
Ubicado en Cádiz, se llamó juez de arribadas al presidente de la contratación cuya autoridad bajo este título era omnímoda en todo lo concerniente a la navegación, comercio y pesaje con las Indias. 
Una vez extinguido aquel empleo se adjudicaron sus facultades a cada una de las autoridades o tribunales a que respectivamente correspondían quedando en los comandantes de marina de las provincias (en quienes siempre recayeron las relativas a la navegación con Europa en este ámbito) las que se referían a las Indias para el mismo efecto, esto es, el de conocer y pronunciarse sobre las arribadas de los buques de comercio, legitimidad de las licencias y pasaportes de pasajeros, etc. 